# Kompania Strzelców Łomżyńskich gen. mjr. Franciszka Wiszowatego
Kompania Strzelców Łomżyńskich gen. mjr. Franciszka Wiszowatego – polski oddział piechoty wchodzący w skład wojsk powstańczych okresu insurekcji kościuszkowskiej.

## Formowanie
20 czerwca gen. mjr ziemski Franciszek Wiszowaty zaproponował Radzie Najwyższej Narodowej sformowanie w ciągu 6 tygodni z samych Kurpiów korpusu strzelców w sile 2000 głów. Poprosił jedynie o patent oficerski dla siebie i 12 podoficerów do pomocy. Propozycja została przyjęta, a  zwerbowani Kurpiowie mieli być zorganizowani w bataliony, nad którymi ogólne dowództwo miał sprawować  gen. mjr Aleksander Zieliński. Koszty wyekwipowania strzelców miał ponieść Komisariat Wojenny, a  żołd miał być wypłacany z Kasy Generalnej Wojskowej. Przy werbunku mieli pomagać dozorcy leśnictw ostrołęckiego i nowogrodzkiego – Jachacki i Lubowicki. Zwerbowani Kurpiowie mieli być zwolnieni na czas trwania służby z czynszu. 26 czerwca Tadeusz Kościuszko podpisał patent na generała majora ziemi łomżyńskiej dla Wiszowatego.
Werbunek nie przyniósł oczekiwanych rezultatów. Do 3 października zwerbowano jedynie 60 strzelców, a gen. mjr Franciszek Wiszowaty pozostał jedynym oficerem tej niepełnej kompanii strzelców.